# Nederlands Christelijk Werkgeversverbond
Het Nederlands Christelijk Werkgeversverbond (NCW) werd in 1970 opgericht als werkgeversvereniging. Het was een fusie van het Verbond van Protestants-Christelijke Werkgevers en het Nederlands Katholiek Werkgeversverbond. Het primaire doel van het NCW was het behartigen van de materiële belangen van werkgevers van grote bedrijven. In 1996 fuseerde deze organisatie met het Verbond van Nederlandse Ondernemingen (VNO) tot VNO-NCW.